# Eremophila rugosa
Eremophila rugosa är en flenörtsväxtart som beskrevs av Chinnock. Eremophila rugosa ingår i släktet Eremophila och familjen flenörtsväxter. Inga underarter finns listade i Catalogue of Life.